# クアロー
クアロー（ベトナム語：Thị xã Cửa Lò / 市社𨷶爐?）はゲアン省にあった市社である。2024年12月1日にヴィン市の一部になった。

## 概要
7の坊 (phường)を有していた。
- ギハイ坊（Nghi Hải / 宜海）
- ギホア坊（Nghi Hòa / 宜和）
- ギフオン坊（Nghi Hương / 宜香）
- ギタン坊（Nghi Tân / 宜新）
- ギトゥー坊（Nghi Thu / 宜秋）
- ギトゥイ坊（Nghi Thủy / 宜水）
- トゥートゥイ坊（Thu Thủy / 秋水）